# 大吕克斯瓦尔德
大吕克斯瓦尔德（德語：Großrückerswalde）是德国萨克森州的市镇，隶属于厄尔士山县。总面积为26.65平方千米，截至2023年12月31日总人口为3,319人。